# 出石寺
出石寺（しゅっせきじ）は愛媛県大洲市に所在する真言宗御室派別格本山の寺院。金山（きんざん）、光明院（こうみょういん）と号す。本尊は千手千眼観世音菩薩。山号を冠して「金山出石寺」と呼ばれるとともに、地元では親しみを込めて「おいずしさん」と呼ばれる。
四国八十八箇所霊場第四十三番札所準堂、四国別格二十霊場第七番札所、四国三十三観音霊場第十八番札所、西瀬戸三観音霊場、伊予十観音霊場第五番札所、伊予道十観音霊場第九番札所、伊予巡錫二十一霊場第十九番札所、南予七福神・寿老人。
- 本尊真言：おん ばさら たらま きりく
- 御詠歌：くもりなき 二名の島の 金山に みのりの光 かがやくを見よ

## 概要

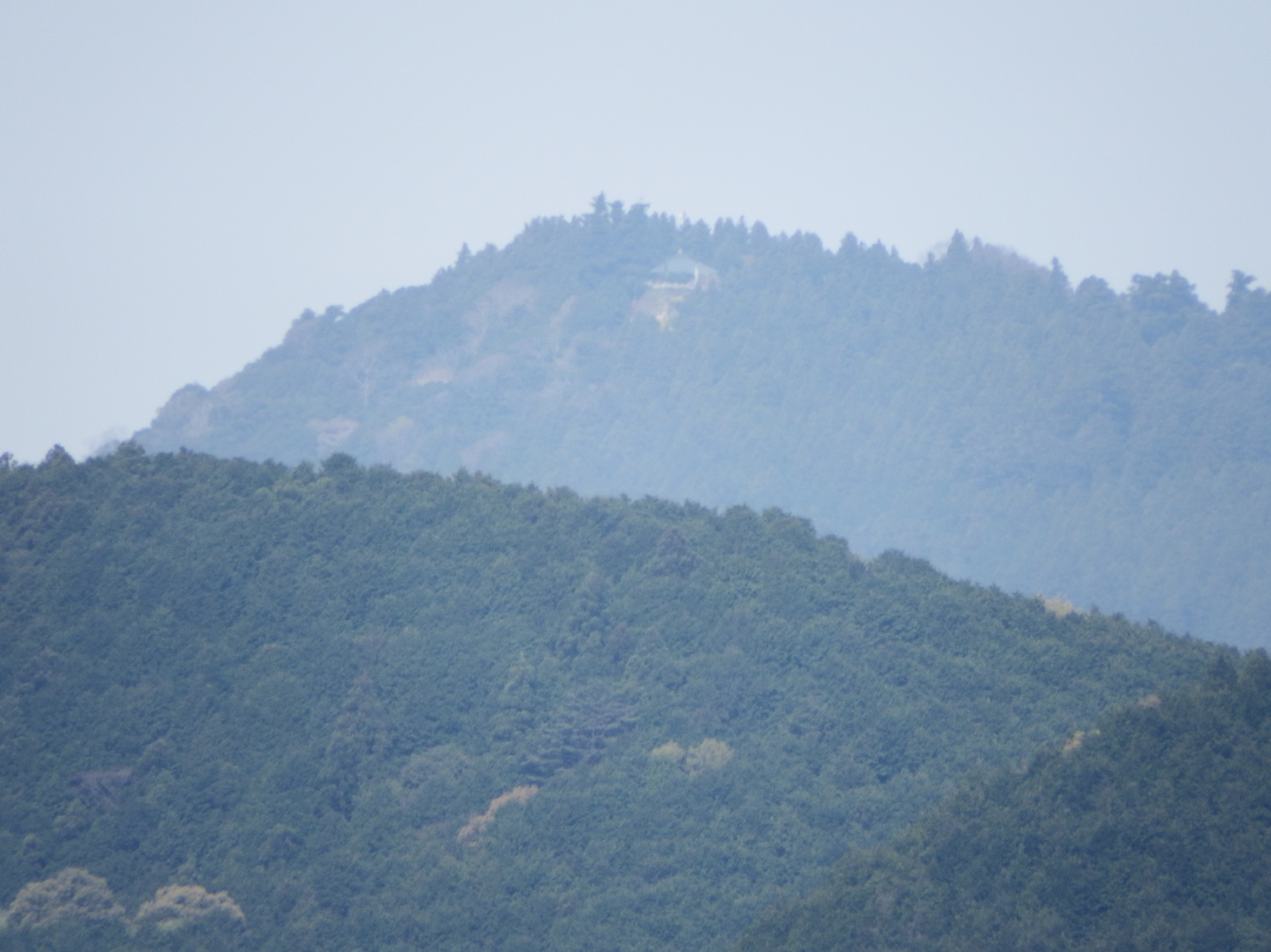
山頂に大師堂（十夜ヶ橋から）

出石寺は出石山（いずしやま 812 m）の山上に伽藍が広がる。山上からは宇和方面の山々や大洲盆地、久万高原方面が見渡せる。
寺伝によれば、奈良時代初期の養老2年（718年）6月18日に宇和島郷の猟師・作右衛門が鹿を追いかけて、この山に分け入った。すると鹿は消えて暗雲が垂れ込め山中に地鳴りが響き渡った。そして鹿が消えた場所の岩が割け、そこから金色に輝く千手観音と地蔵菩薩が姿を現したという。その光景を目の当たりにした作右衛門は殺生を生業とする猟師という職業を悔い改め仏門に帰依し名を道教と改めた。そして、この仏像を本尊として、この地に堂宇を建立し雲峯山出石寺と称したという。
大同2年（807年この地に訪れた空海（弘法大師）が修行をした際、この山に鉱山があることから金山に改めたという。
また、後の世に本尊が粗末にされ、それによって冥罰を受ける者が出てはいけないと本尊を石で囲い密封し秘仏としたと云われる。『聾瞽指帰』には"或登金巌而或跨石峰"とあって金巌に加禰乃太気と訓じてあることから、金巌は金山出石寺を指すものと解され、空海は金山出石寺に登ったとされている。なお、山の北側には硫化銅石の鉱山跡があり、三菱鉱業が明治43年（1910年）から昭和20年（1945年）頃まで採掘を行っていた。
後に兵火に遭うなど興廃を繰り返したが、室町時代末期に大洲に入城していた藤堂高虎が武運長久を祈願して重興。江戸時代には宇和島藩伊達氏や大洲藩主加藤氏らの帰依を受けて、末寺72坊を数えるほどに栄えた。
昭和16年（1941年）大火に見舞われ伽藍が焼失したが、昭和31年（1956年）に復興した。
平成29年（2017年）10月8日 – 17日に開山1,300年祭の「いづしまつり」が開催され、併せて50年に一度の本尊開帳が行われた。

## 境内

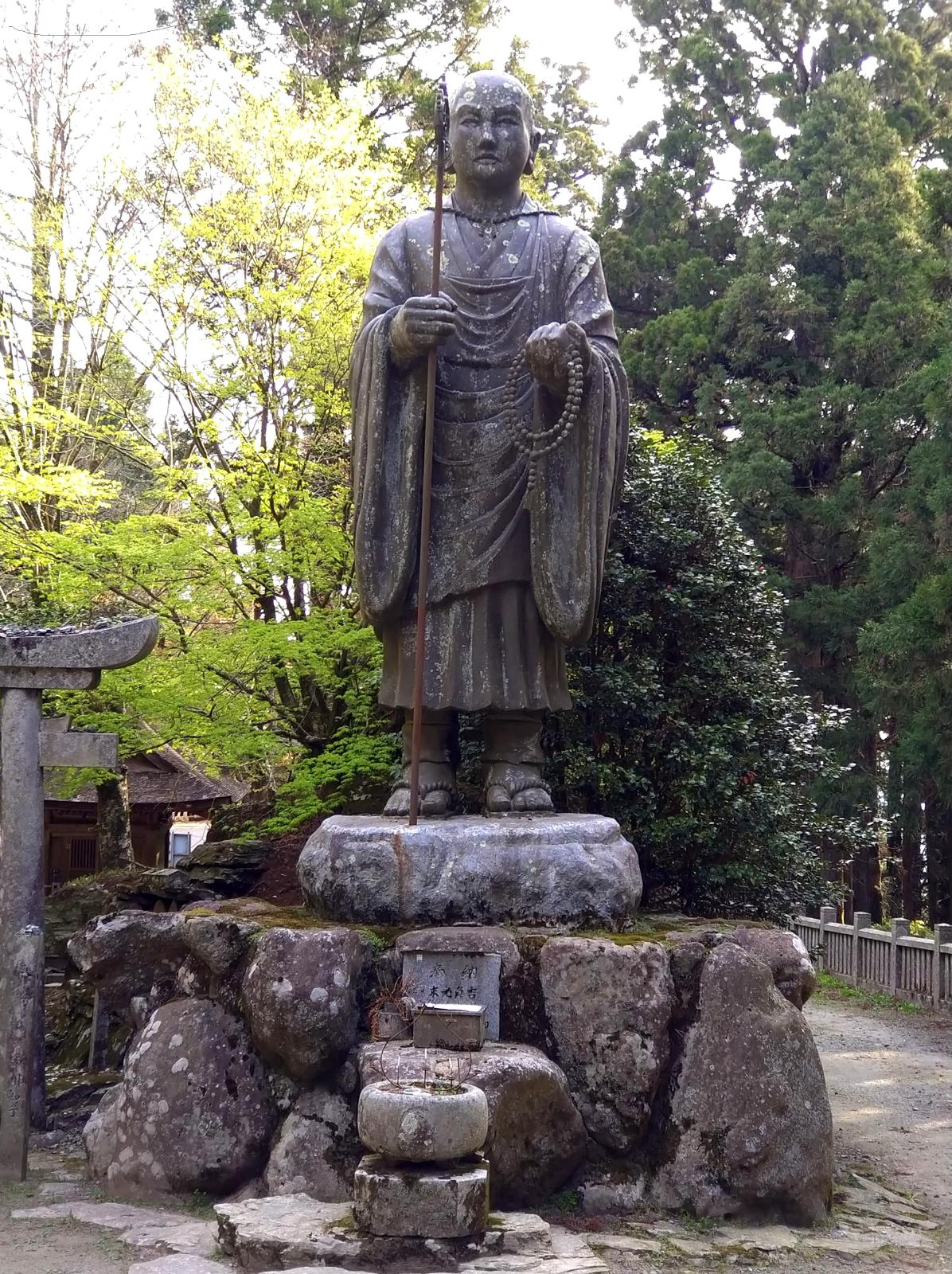
出石寺　大師像

- 本堂：山頂の一番高い所に建つ。本尊は厳格な秘仏で、頂上に立つ本堂床下にある石室内にあり地下からの湧出岩とされていた。本堂内陣の中央にある厨子内の千手観音立像（本尊と同時に湧出した地蔵菩薩は、千手観音の胎内仏として具現化されているとされる。）は前立仏であり毎年1月3日に開帳される。脇仏は釈迦如来坐像と阿弥陀如来坐像。
- 大師堂：本尊・弘法大師。右脇陣は阿弥陀如来立像と脇仏（昭和57年寄進）、左脇陣は寿老人と脇に太子像と観音像。すべて拝観可能。昭和62年改築。
- 復興塔：昭和の大火から復興した記念に写経1万巻と釈迦如来坐像[3]と観音立像が祀られている。
- 護摩堂：真っ黒い大きな金巌（きんがん）不動明王立像。
- 本坊
- 仁王門：仁王像は1300年祭にあわせて修復。
- 熊野権現社（小堂）：空海が修行した際、鎮守として熊野権現を勧請したとされる[4]。
- 護摩ケ石：空海が大同2年この上で護摩供をしたという遺跡で、巌上祈祷が現代になって再現されている。
- 片目地蔵：境内より下ったところにあり「一願地蔵」や「秀厳さん」と呼ばれ江戸時代の住職(中興十世)を祀る。50年毎の開帳時以外の時に秘仏本尊を見ると、「おかげ」の有難さゆえ目が見えなくなるという言い伝えがあったが、命尽きるまでに間に合わないと思った秀厳は片方の目が見えなくなるのは覚悟で片目で本尊を見たという。1674年に秀厳が亡くなったあと供養で建てられ、おかげを頂いた片目で一つ願いを叶えてくれるという。
- 四国八十八ヶ所の写し石仏：本堂左前に始まり、山頂一帯に点在する。
- 弁財天尊（祠）：車道脇の赤い鳥居から上り上記65番と67番の間の山中にあって古井戸の左上にある。
- 荒神社（祠）：東側の第三駐車場の東の三角点脇にある。
- 句碑：木芳「寺を出て花に憩へる遍路かな」が駐車場の脇にある。

駐車場より寺に向かうと、寺と向き合って熊野権現社と大きな弘法大師立像がある。階段を上がると仁王門があり同じ段に護摩堂と本坊がある。更に階段を上がると大師堂、その前に開山道教法師を導いた鹿の銅像と牛の銅像と復興塔、その背後からは大洲盆地を見渡せる展望所。更に階段を上がり166段目の出石山頂上に本堂がある。
- 宿坊

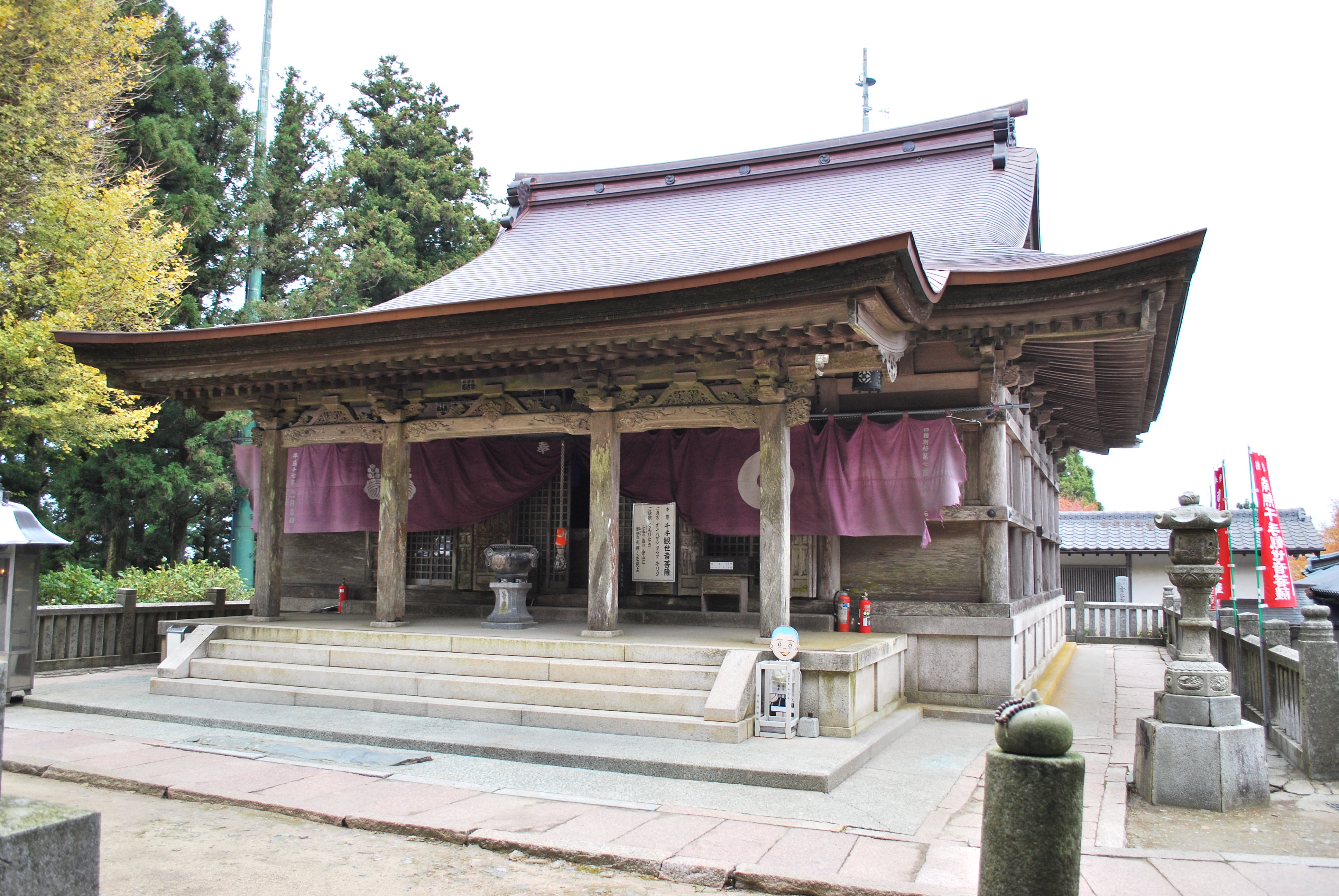
本堂
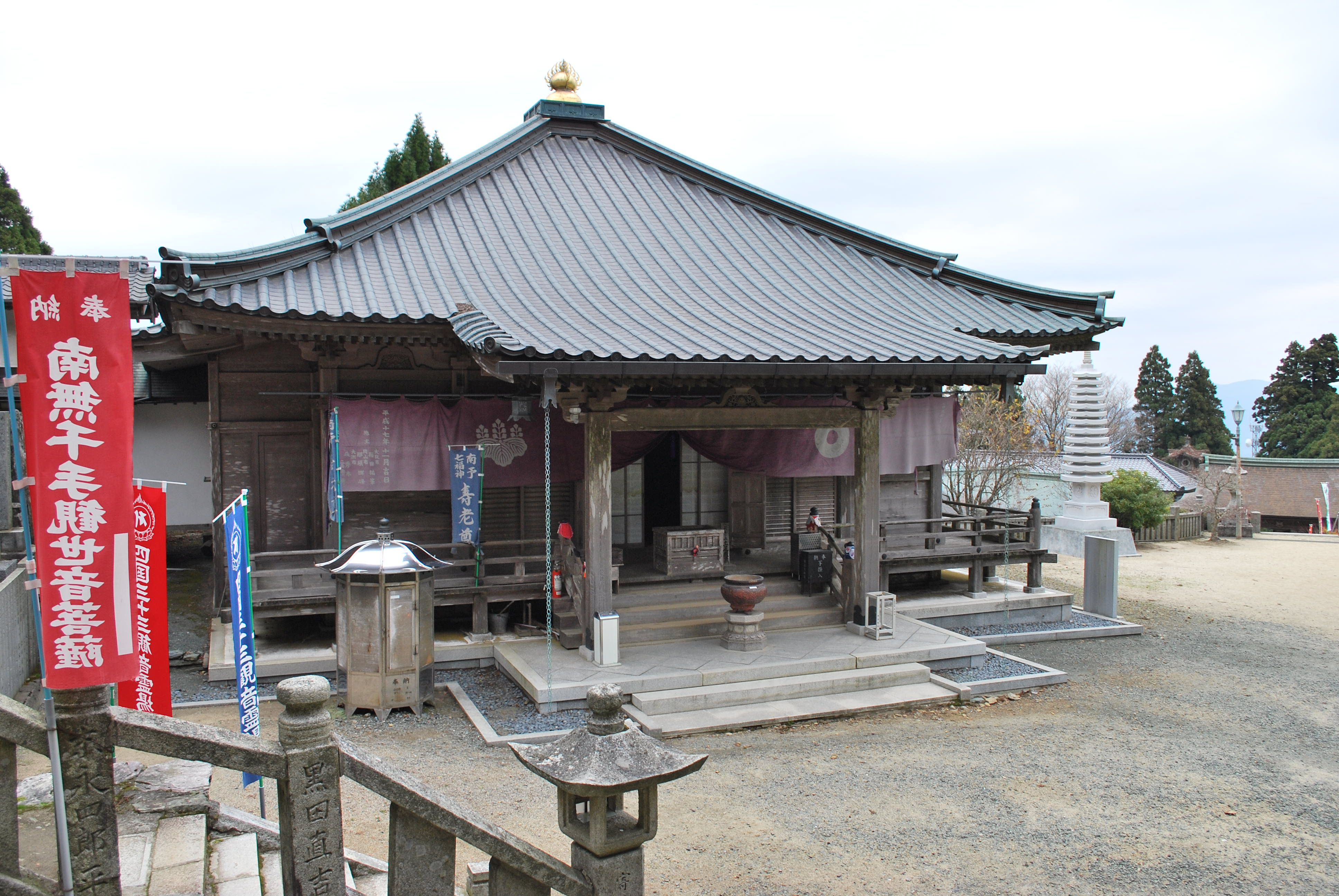
大師堂
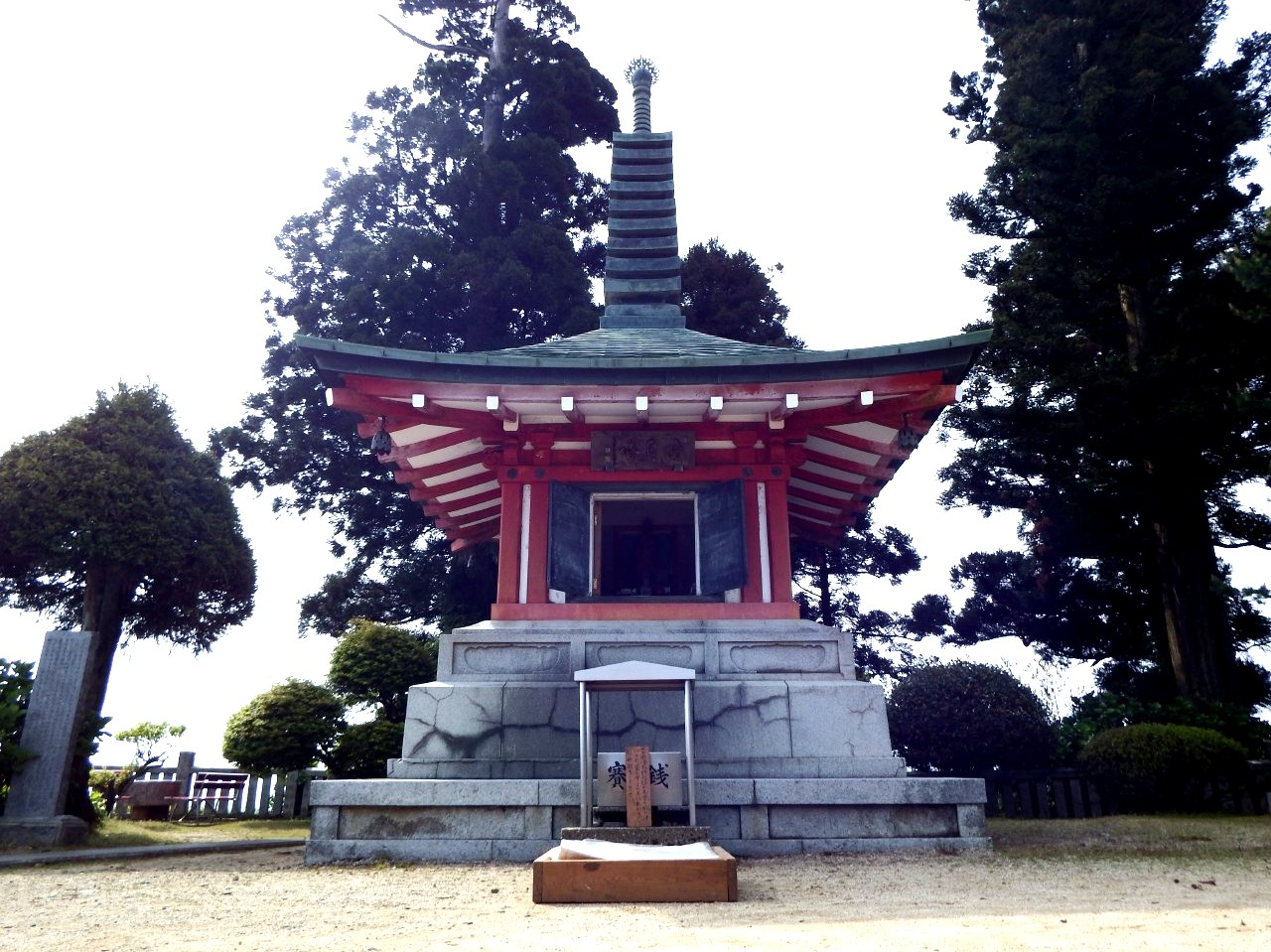
復興塔
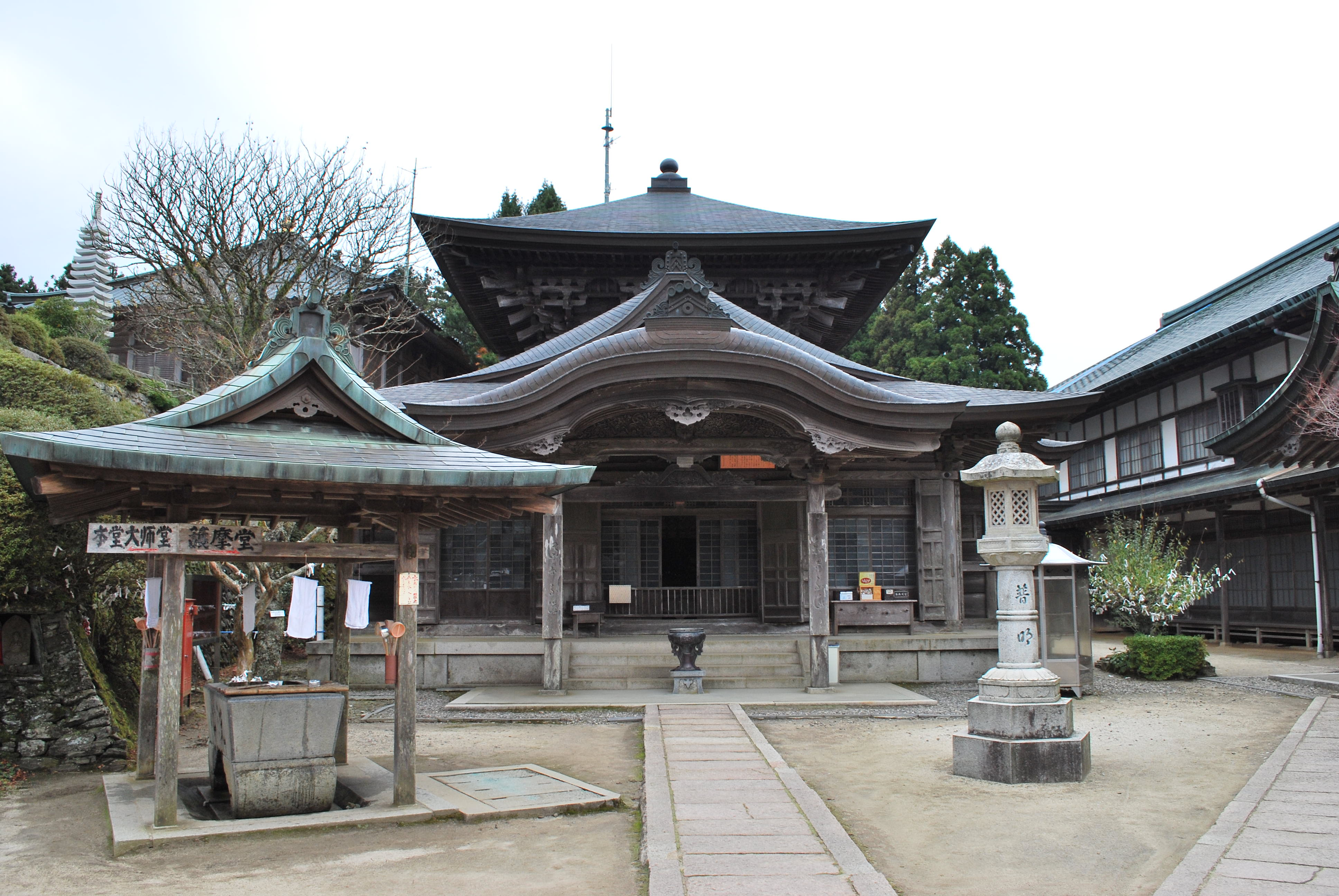
護摩堂
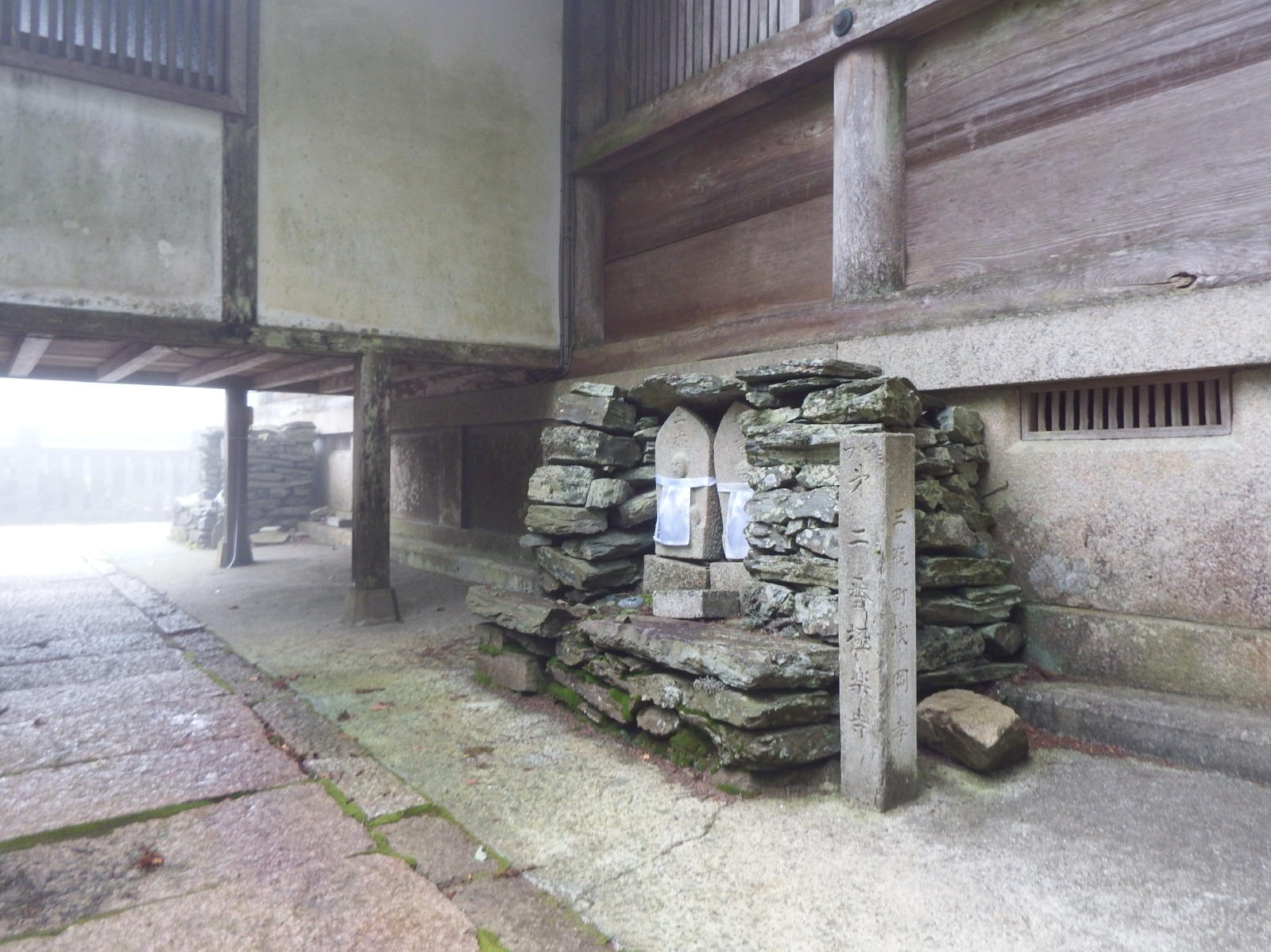
本四国の写し（本堂後ろの2番と3番）
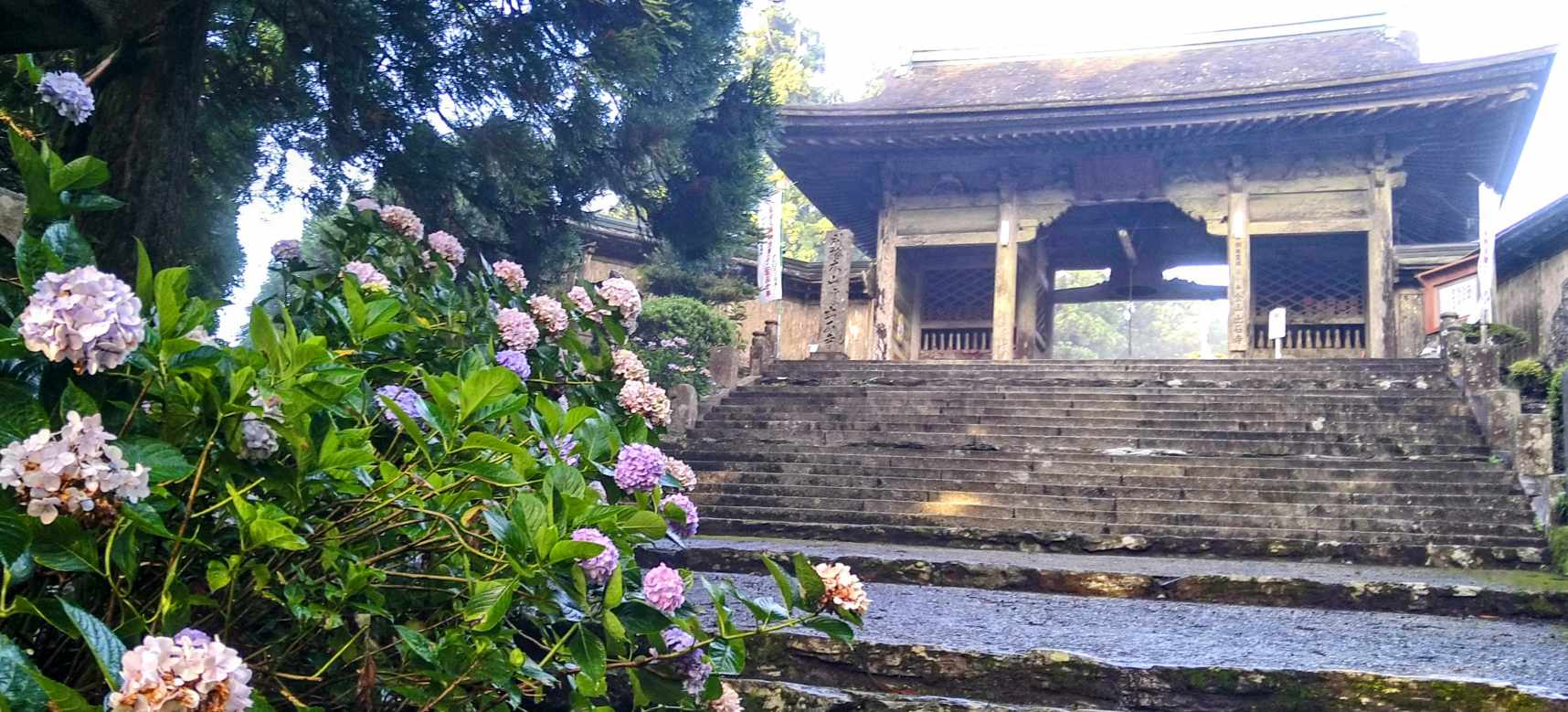
仁王門
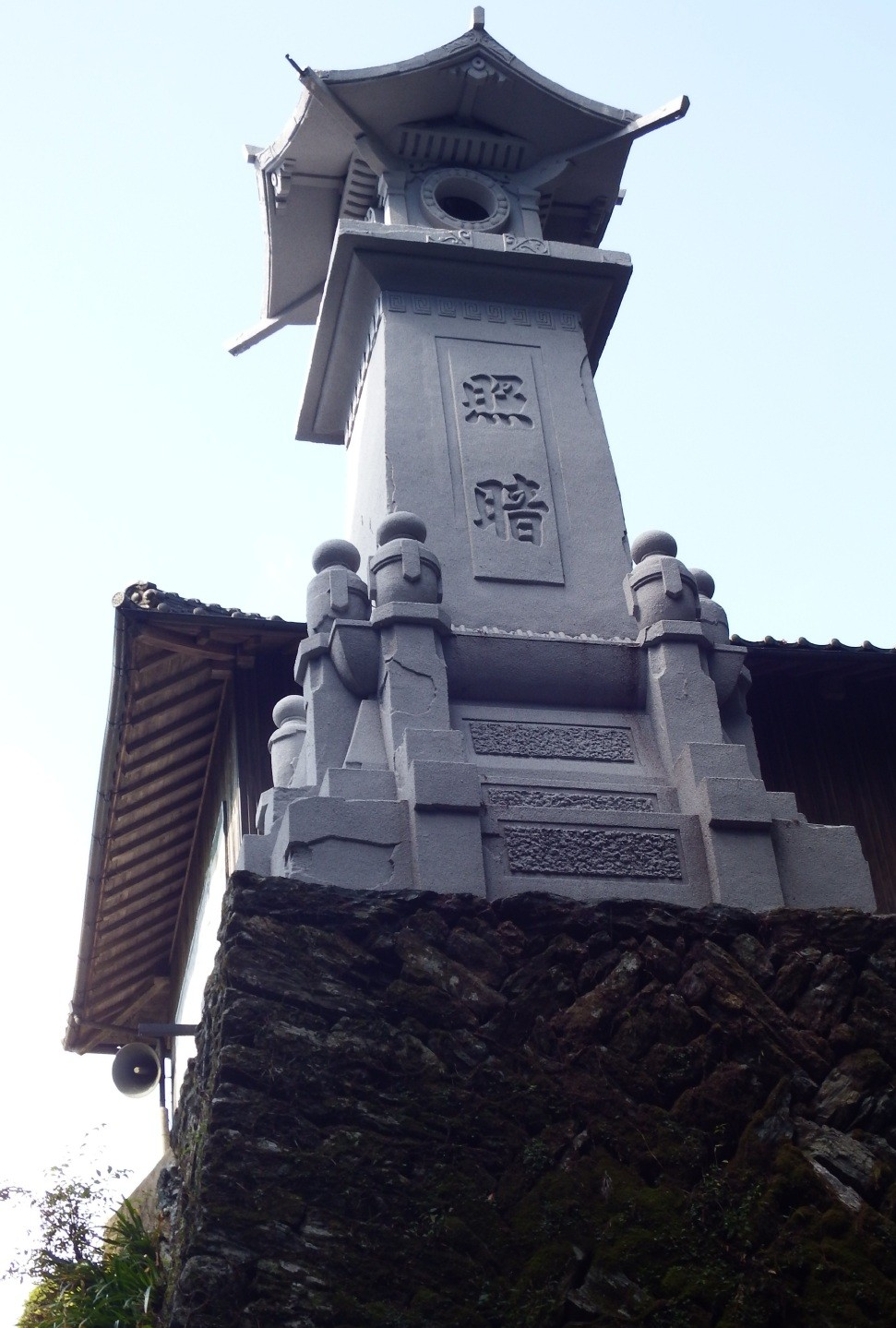
照暗
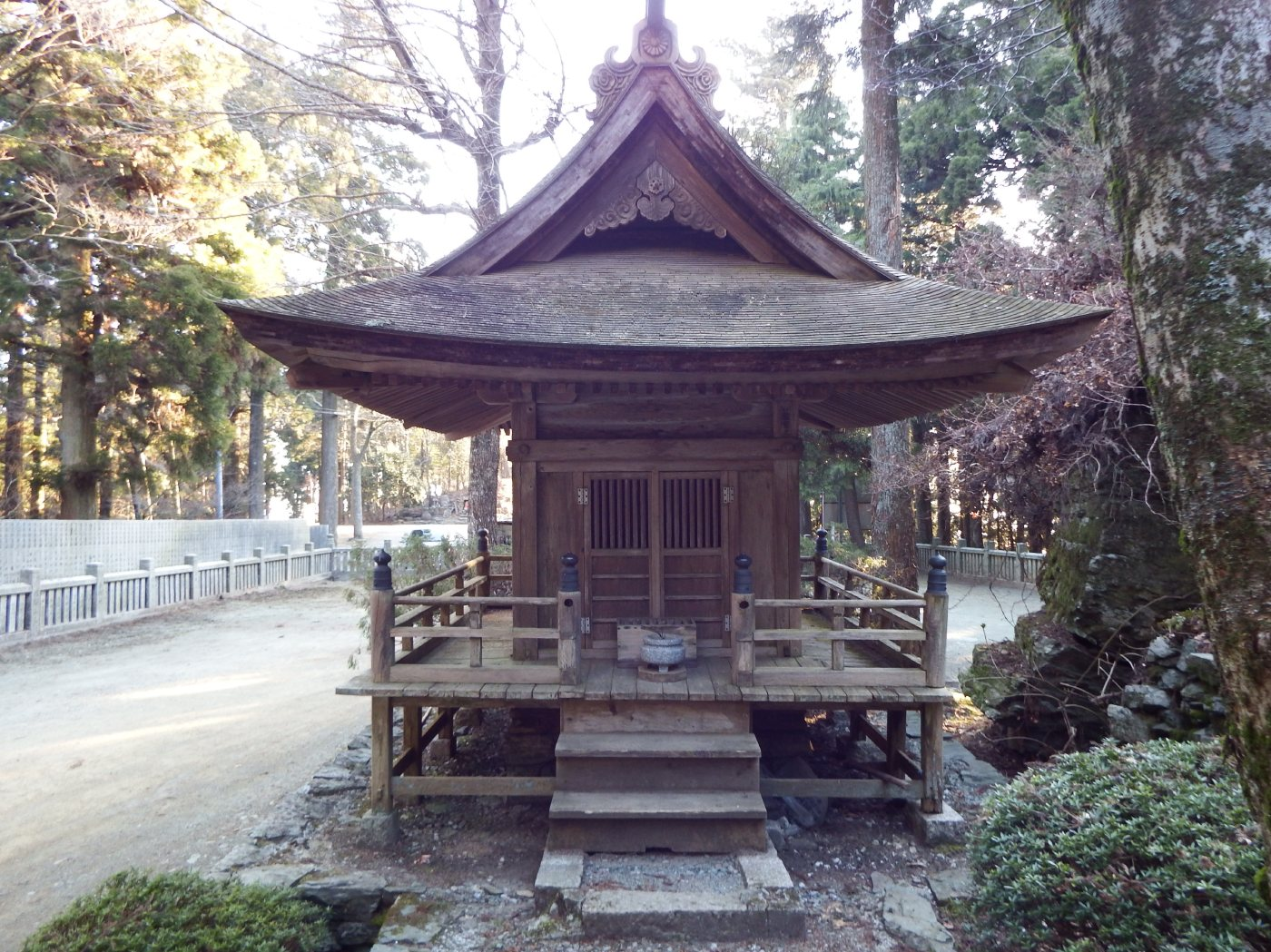
熊野権現社
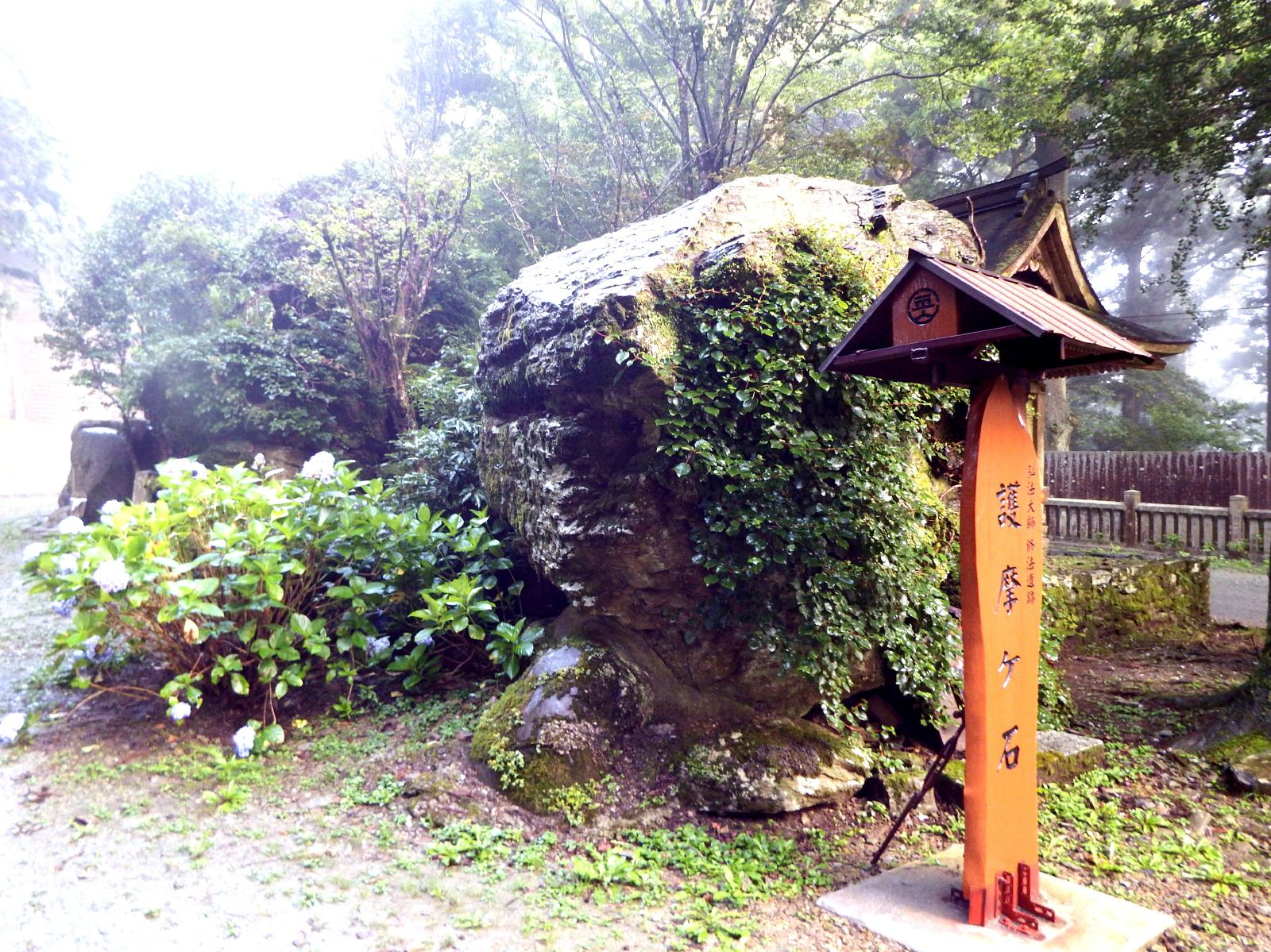
護摩ケ石
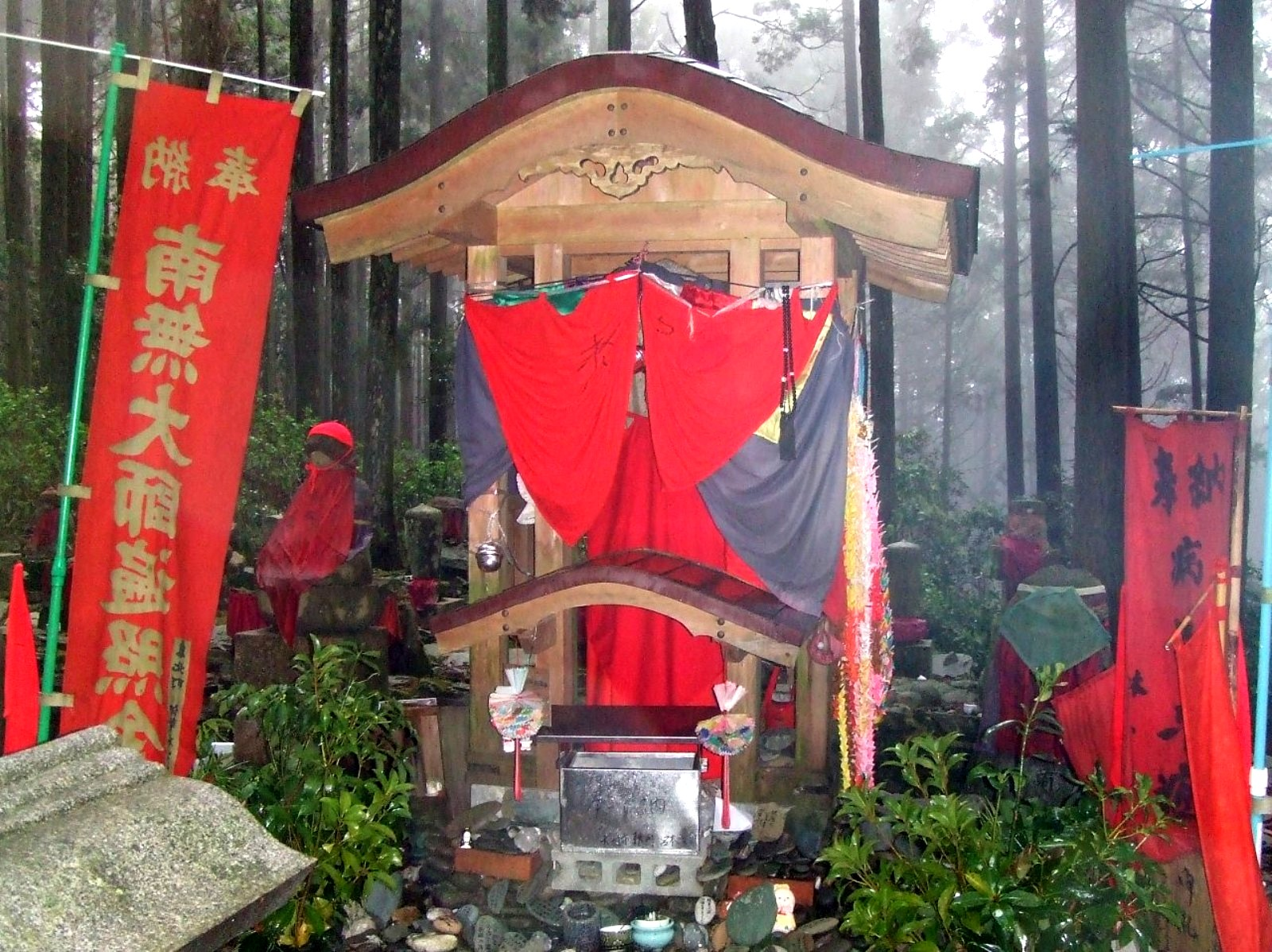
片目地蔵
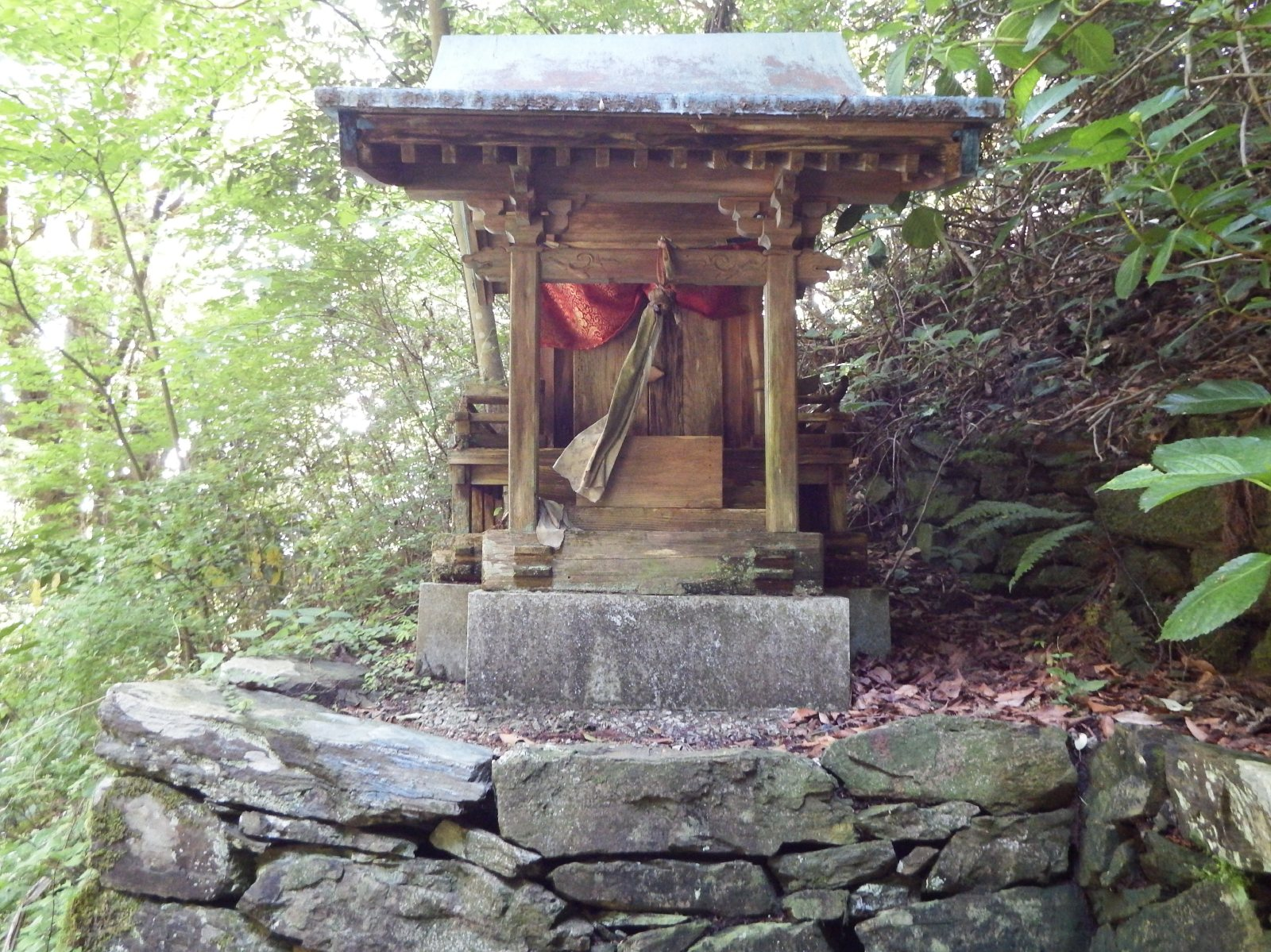
弁財天尊祠
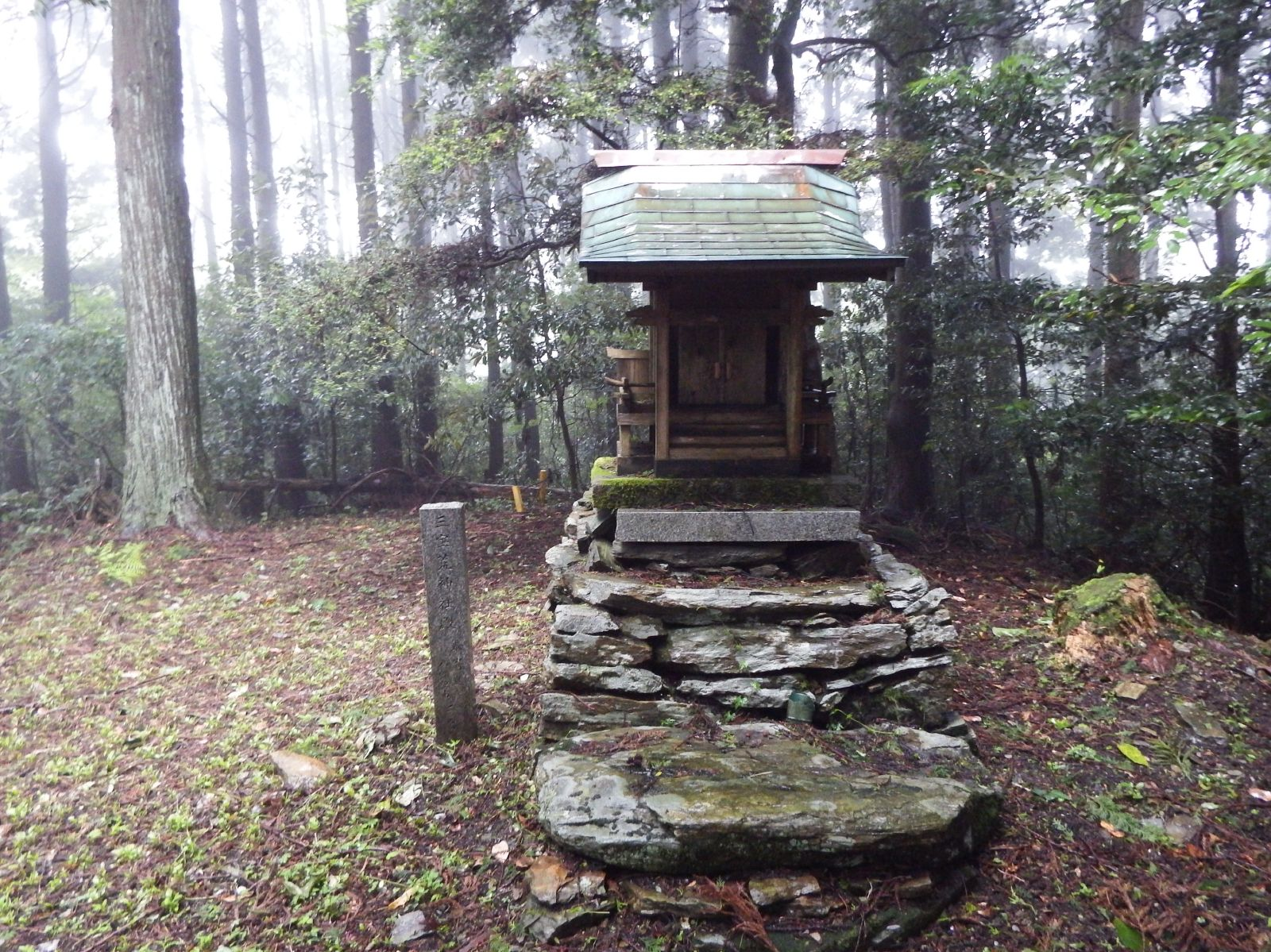
荒神社

## 文化財

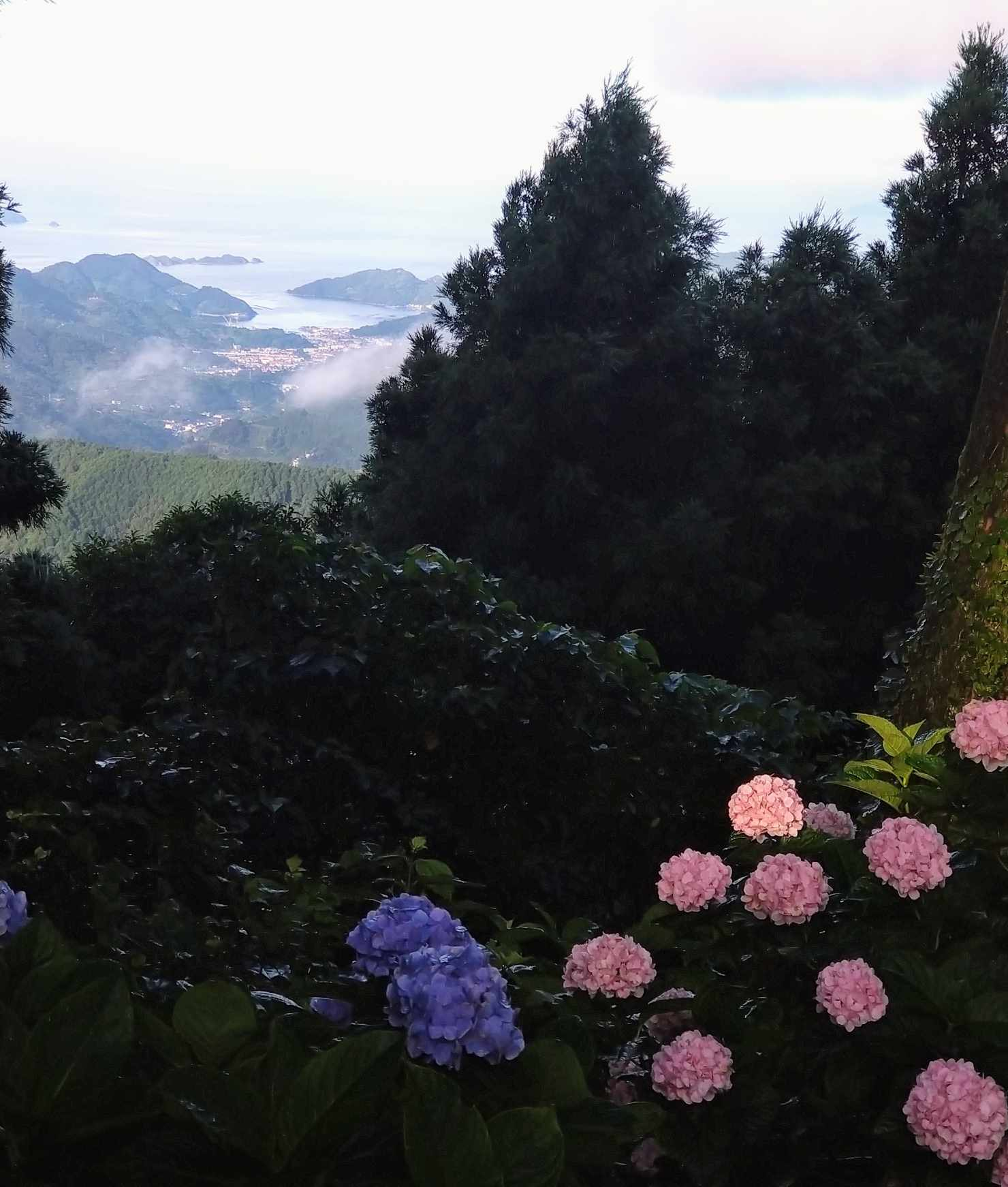
本堂脇から西を臨む

重要文化財（国指定）

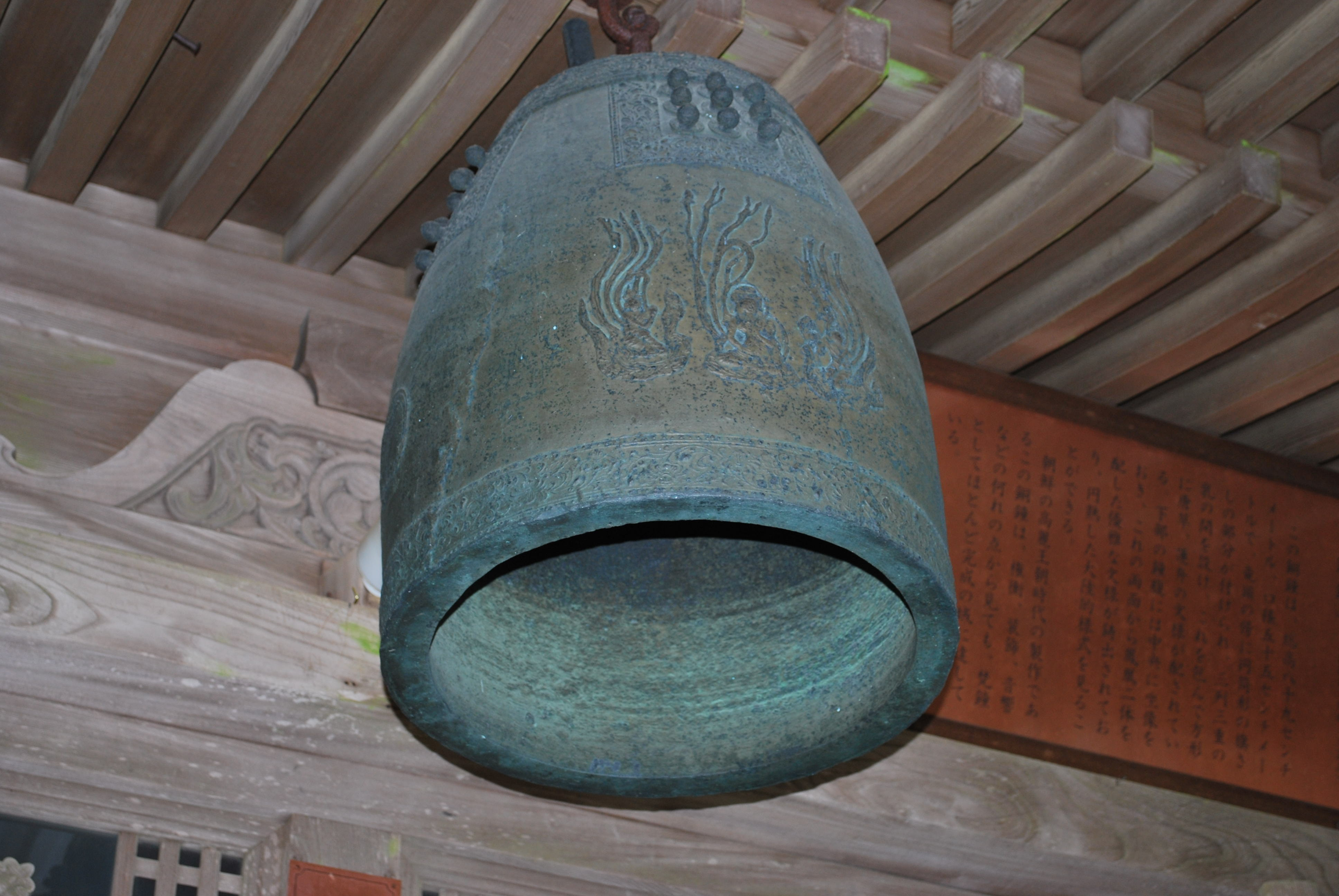
国の重要文化財・朝鮮鐘

- 銅鐘：大正7年（1918年）4月8日指定[5][6]。

朝鮮鐘とも呼ばれる。高麗王朝（918年 – 1392年）の時代に朝鮮半島で鋳造された。伝承では朝鮮出兵の際に藤堂高虎が持ち帰り、この寺に寄進したと言われている。総高89.0 cm、口径55.7 cm。
愛媛県指定有形文化財（彫刻）
- 木造釈迦如来坐像：昭和40年（1965年）4月2日指定[7][7]。

檜材の寄木造り。像高87.5 cm。清凉寺式釈迦如来の坐像。南北朝時代の作と推定。
愛媛県指定名勝
- 金山出石寺：昭和26年（1951年）11月27日指定[8]。

瀬戸内海国立公園に属する景勝地である。山上からは伊予灘、豊後水道、大洲盆地や石鎚山方面を望むことができる。
大洲市指定天然記念物
- カツラ：昭和46年3月30日指定[9]

根回り周10.2 m、幹周6.4 m、推定樹高は約20 mを測り、推定樹齢は約500年を超える。

## 前後の札所
四国八十八箇所
43 明石寺 --（八幡浜市経由 36.5 km）>-- 43番準堂 出石寺 --（79.1 km）-- 44 大寶寺
四国別格二十霊場
6 龍光院 --（八幡浜市経由 54.5 km）-- 7 出石寺 --（県道28号・24号経由 29.2 km）-- 8 十夜ヶ橋
四国三十三観音霊場
17 法通寺 ---- 18番 出石寺 ---- 19 円福寺

## 周辺

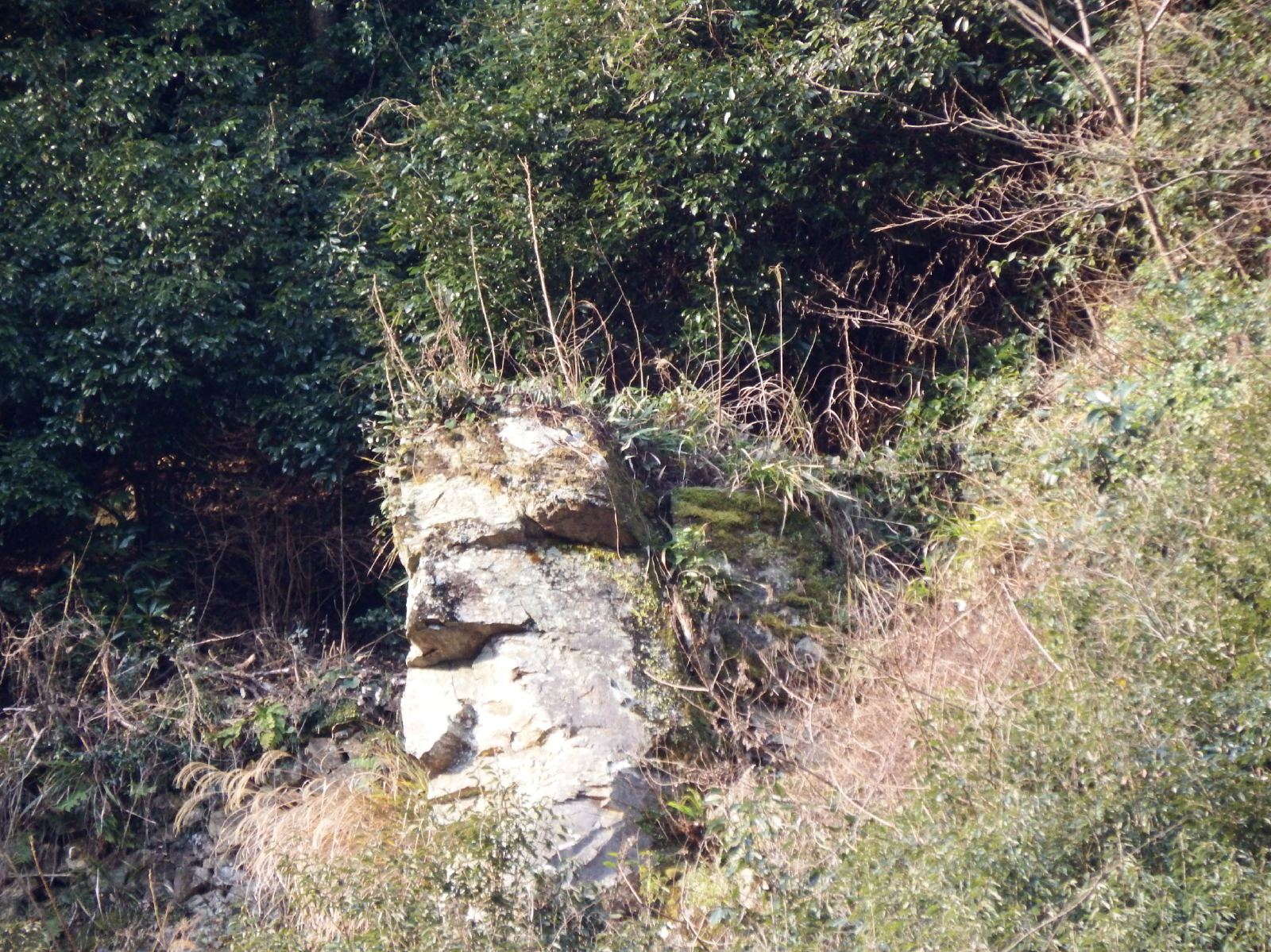
人面岩

- 人面岩：伊予出石駅から県道28号で当寺方面へ向かう途中の豊茂地区を通過するころ右斜面にある。150年前に石工の力石力造が製作したもの。高さ約5m。（人面岩）